# Église Saint-Jean-Baptiste de Bourdalat
L'église Saint-Jean-Baptiste se situe sur la commune de Bourdalat, dans le département français des Landes. Elle est inscrite aux monuments historiques par arrêté du 6 janvier 1998.

## Présentation
Probablement édifiée au XIVe siècle, l'église primitive se compose d'une nef unique à chevet plat. Elle subit des dommages liés aux guerres de Religion au XVIe siècle et à la Révolution française, entraînant d'importants travaux de rénovation et d'agrandissement.
L'église se compose de nos jours d'une nef achevée par une abside demi-circulaire, d'un collatéral sud comprenant une chapelle des fonts baptismaux à l'extrémité ouest et une chapelle dédiée à la Vierge à l'est, presque rebâtie à neuf en 1694. Dans le prolongement du collatéral, une sacristie est accolée au chœur.
Le clocher-porche du XVIe siècle, en pierre, est l'élément architectural le plus intéressant. De plan carré à la base et contrebuté par de solides contreforts aux angles, il présente un plan octogonal à partir du premier étage. Il est englobé à sa base dans un avant-porche en charpente du XIXe siècle. Contrairement au reste de l'édifice, construit en un appareil hétérogène, le clocher-porche est bâti en un bel appareil régulier de pierre coquillière.

## Galerie

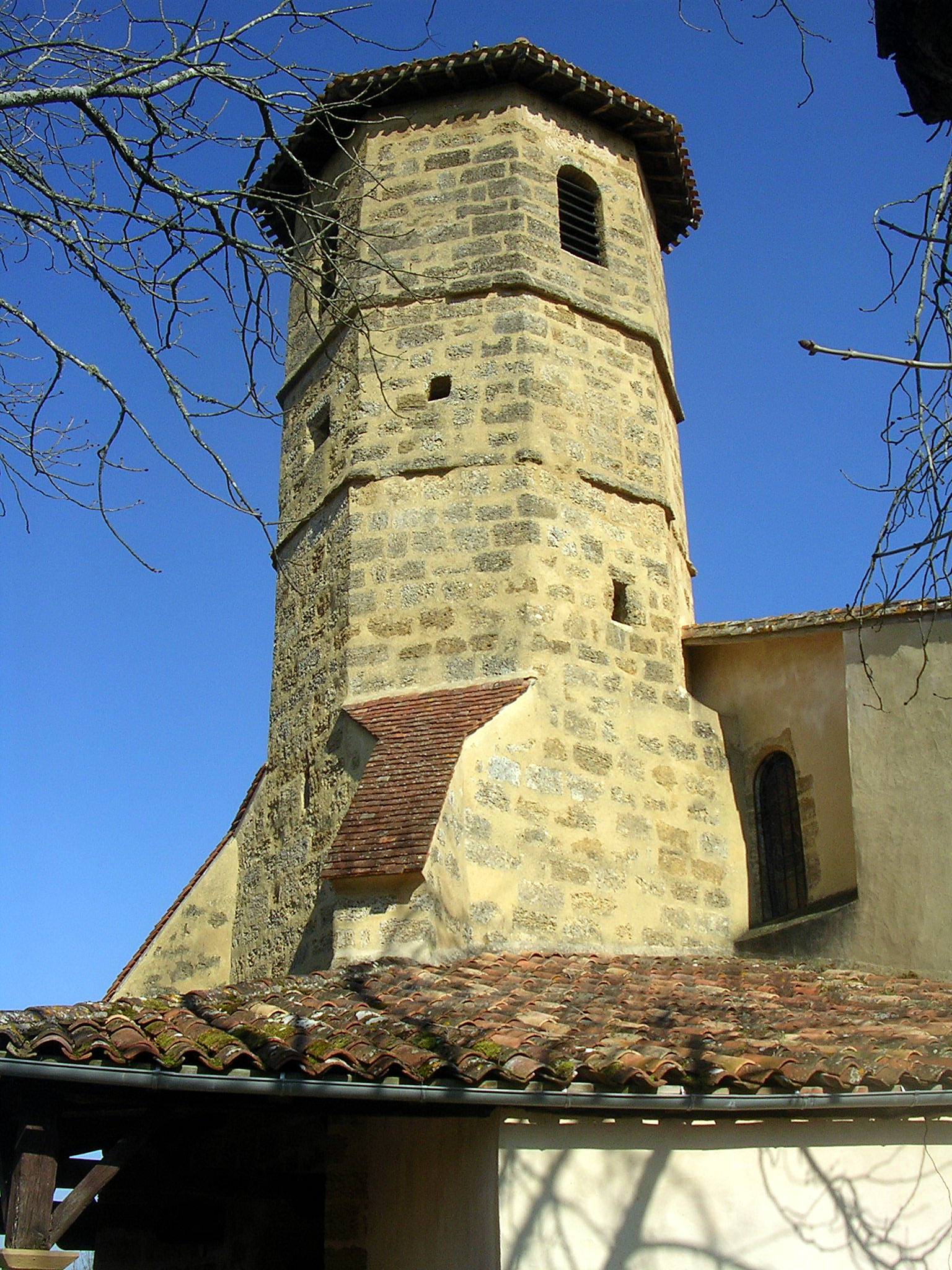
Le clocher-porche octogonal.
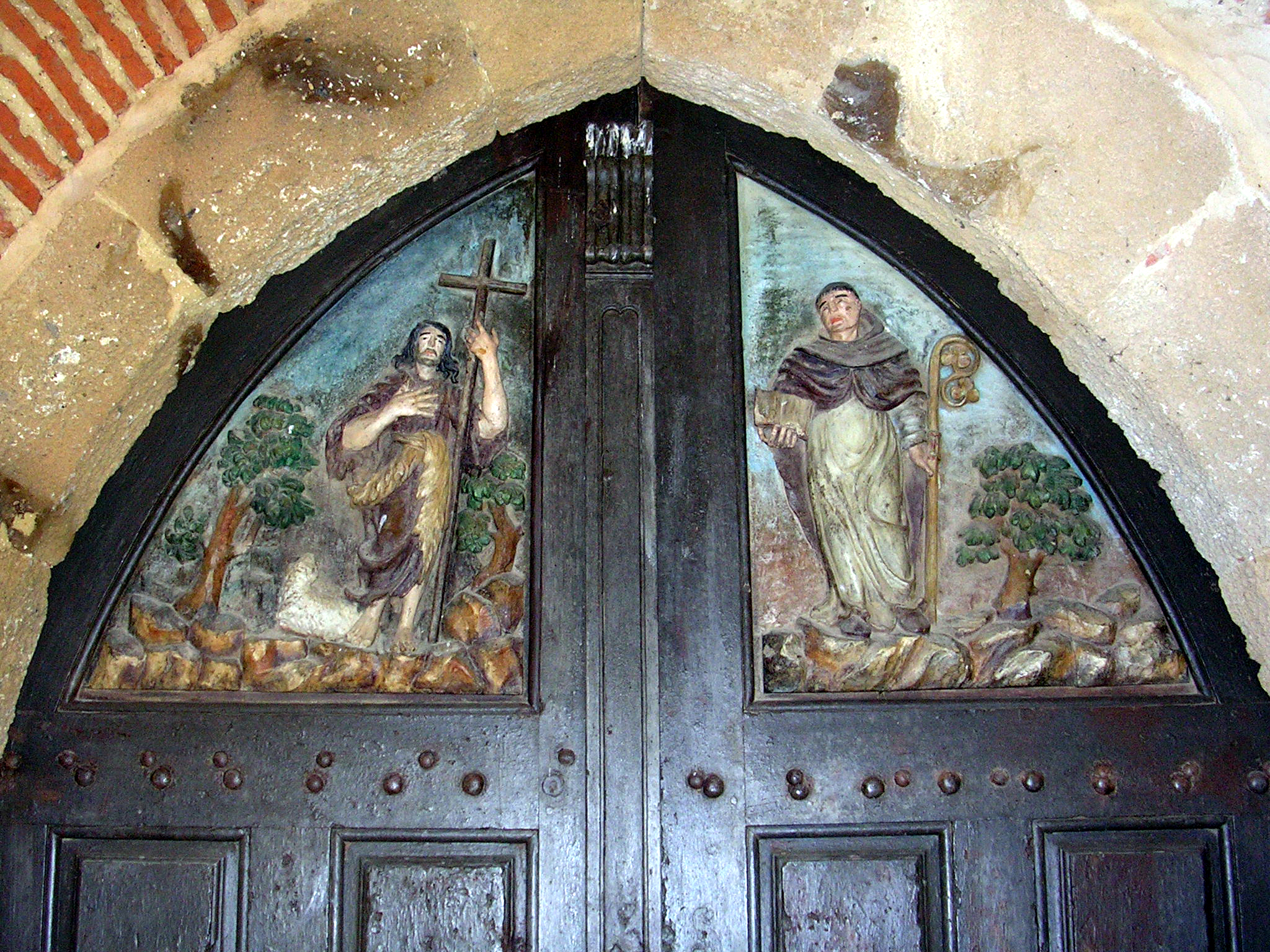
Saint Jean-Baptiste et saint Benoît.